# Jan z Biclar
Jan z Biclar (VI/VII wiek) – pisarz chrześcijański. Pochodził z obecnej Portugalii, w latach 567–576 przebywał w Konstantynopolu. W roku 586 założył nieistniejący dziś klasztor w Biclarum (na zachód od Tarragony). W roku 591 objął godność biskupa Gerudy (Girona). Uczestniczył w czterech synodach: w Saragossie (592), Toledo (597), Barcelonie (599) i Egarze (614). Jest autorem Kroniki – pisma o dużej wartości historycznej.